# Серпневе (Логойський район)
Серпневе — (біл. вёска Августово), село (веска) в складі Логойського району розташоване в Мінській області Білорусі, підпорядковане Логойській селищній раді.
Село Серпневе розташоване в центральних районах Білорусі, в північній частині Мінської області - орієнтовне розташування.